# بوپون
بوپون (به فرانسوی: Beaupont) یک کمون در فرانسه است که در Canton of Coligny واقع شده‌است.

## خصوصیات
بوپون ۱۴٫۰۷ کیلومترمربع مساحت و ۵۶۰ نفر جمعیت دارد و ۱۹۹ متر بالاتر از سطح دریا واقع شده‌است.